# Phelotrupes laevifrons
Phelotrupes laevifrons är en skalbaggsart som beskrevs av Henri Jekel 1865. Phelotrupes laevifrons ingår i släktet Phelotrupes och familjen tordyvlar. Inga underarter finns listade i Catalogue of Life.